# Леда Милева
Леда Гео Милева е българска поетеса, преводачка, детска учителка, народна деятелка на изкуството и културата, общественичка, дипломат. Тя е авторка на стихове и пиеси за деца и на преводи от английски, руски и френски.

## Биография
Леда Милева е родена на 5 февруари 1920 г. в София в семейството на поета Гео Милев. Тя е по-голямата от двете дъщери на поета.

### Образование
Средното си образование получава през 1938 г. в Американския колеж в София. През 1940 г. завършва Института за детски учителки в София. От 1938 до 1941 г. следва в Юридическия факултет на Софийския университет.

### Професионална дейност
След Втората световна война, от 1944 до 1951 г., е ръководител на детско-юношеските предавания в Радио „София“. През 1951 – 1956 г. е редакторка в издателствата „Народна младеж“ и „Български писател“, а от 1956 до 1960 г. редактира списание „Дружинка“. Член е на Съюза на българските писатели от 1947 г. От 1966 до 1970 година е генерален директор на Българска телевизия.
През 1960 – 1980 г. е заместник-председател и председател на българския ПЕН клуб. От 1970 до 1972 г. е заместник-началник на отдел „Печат и културно сътрудничество“ при Министерство на външните работи. След това, до края на 1978 г., е посланик, постоянен представител на България в ЮНЕСКО, Париж. През 1979 г. ЮНЕСКО издава нейни стихове на френски език в серията „Представителни творби на световна литература“.
От 1979 до 1989 г. е председател на Съюза на преводачите в България, създател на списанието за чуждестранна литература „Панорама“ и негов главен редактор от 1980 до 1991 г. Народен представител е в Осмото и Деветото народно събрание и Седмото велико народно събрание.
Още на 9 години прави първите си стихотворни опити. През 1940 дебютира в сп. „Първи стъпки“, редактирано от леля ѝ Пенка Касабова, а след 9 септември 1944 става съредактор на списанието. През 1946 излиза сборникът ѝ с пиеси „Без кого не може“. Още тази първа книга доказва усета на Леда Милева за драматургично изграждане на композиция и образи. Чрез сполучливата структура на пиесите и умението да създава драматургични персонажи авторката провокира детското любопитство. На места дидактизмът преобладава. Публикуваната в сборника пиеса „Мръсното момиче“ е написана специално за откриването на Колективния куклен театър. В книгата са включени и песни от композиторите Александър Райчев и Петър Ступел. През същата година е публикувана и първата ѝ стихосбирка – „Зайо на разходка“. В нея все още доминира идеята за послушното дете, но чрез горските животни като персонажи се развива любознателността на детето. В тази книга е публикувано и емблематичното стихотворение „Зайченцето бяло“.
Леда Милева е сред най-значимите автори за деца в българската литература. Творчеството ѝ е насочено към читателите от всички детски възрасти, най-характерни за него са хуморът и веселите истории. Писателката притежава верен поглед, наблюдателност и тънък психологически усет за особеностите на различните детски възрасти. Развитието на детето и необходимостта му от опознаване на околния свят тя пресъздава в творбите си чрез игровото и забавното.
В „Работна мецана“ (1954) с много хумор и находчивост се осмиват характерни качества на главния персонаж. Леда Милева стъпва на фолклорната традиция – желаният ефект да се постига чрез иносказателността. Писателката умее да създава лаконичен слог, точен и верен изказ и да гледа света през очите на детето. Тя разгръща поетичния си талант в създаване и на по-дълги стихотворни форми – поемите „Черно фламинго“, „Чайката Белушка“. Стихотворенията от „Цветни приказки“ (1969) са доказателство за изобретателността на писателката в изграждане на нетрадиционни образи. Метафоричните обрати, опоетизираният и одухотворен свят на природата умело кореспондират с приказния свят, в който живее детето. В пиесите от сборника „Когато куклите не спят“ (1973) Леда Милева за пореден път доказва как един прастар приказен мотив може да бъде пресъздаден креативно и оригинално. Безспорно годините след 1944 оказват отражение върху сюжетите и героите в поетиката на писателката и тя плаща дан на тривиалните възторзи към партизаните и пионерите.
Леда Милева е автор на публицистични и литературнокритически статии. Предмет на публицистичната ѝ дейност са предимно въпросите на детската литература и изкуство. Участва в редактирането на съчиненията на Гео Милев. Заедно с Н. Попов съставя антологиите „Американски поети“ (1970), „Американски негърски поети“ (1975), „Нощен дъжд. Съвременна английска поезия“ (1980) и „Африкански гласове“ (1987). Съставител и редактор на сборници с индийски и английски народни приказки. Превежда множество произведения от руски, английски и френски език.
Почива навръх рождения си ден 5 февруари 2013 г. от рак на панкреаса и е кремирана.

## Награди и отличия
- 1959 г. – удостоена е с орден „Кирил и Методий“, I степен.
- 1970 г. – удостоена е с орден „Народна република България“, I степен.
- удостоена е с орден „Георги Димитров“.
- Лауреат на „Димитровска награда“.
- 2001 г. – Носител на наградата за детска литература „Калина Малина“[8].
- 2006 г. – удостоена е с орден „Стара планина“ I степен[9].
- 2008 г. – удостоена е с националната награда „Константин Константинов“ за цялостен принос в детското книгоиздаване.
- записана е в почетния списък „Ханс Кристиян Андерсен" на Международния съвет по детската книга[5].